# Godgrubberget
Godgrubberget är ett litet naturreservat i Ullångers socken i Kramfors kommun, Ångermanland. Reservatet är bildat för att skydda förekomsten av den rödlistade långskägglaven (Usnea longissima).
Inom två kilometers avstånd ligger ytterligare två reservat som är långskäggslokaler, Edsbodskogen och Lidberget.

## Bildande av reservat
Förekomsten av långskägg ledde till att Skogsvårdsstyrelsen 1994 registrerade en nyckelbiotop inom området. Vid en avverkningsanmälan 1999 beslutade Länsstyrelsen om avverkningsförbud och markförvärvning förbereddes. I juli 2006 inrättades gammelskogen som naturreservat.